# オビオン郡 (テネシー州)
オビオン郡（英: Obion County）は、アメリカ合衆国テネシー州の北西部に位置する郡である。2010年国勢調査での人口は31,807人であり、2000年の32,450人から2.0%減少した。郡庁所在地はユニオンシティ市（人口10,895人）であり、同郡で人口最大の都市でもある。オビオン郡は1823年にインディアンの土地から設立され、1825年3月16日に領域を定められた。郡名はオビオン川から採られたと考えられている。
オビオン郡はユニオンシティ小都市圏に属している。

## 地理
オビオン郡は北西テネシーのうねりのある丘陵部に位置している。アメリカ合衆国国勢調査局に拠れば、郡域全面積は555平方マイル (1,440 km2)であり、このうち陸地545平方マイル (1,410 km2)、水域は10平方マイル (26 km2)で水域率は1.88%である。

### 隣接する郡
- フルトン郡 (ケンタッキー州) - 北
- ウィークリー郡 - 東
- ギブソン郡 - 南東
- ダイアー郡 - 南西
- レイク郡 - 西

### 国立保護地域
- リールフット国立野生生物保護区（部分）

### 公園とレクリエーション
- レールフット湖州立公園

## 人口動態

人口ピラミッド

以下は2000年の国勢調査による人口統計データである。
| 基礎データ - 人口: 32,450人 - 世帯数: 13,182 世帯 - 家族数: 9,398 家族 - 人口密度: 23人/km2（60人/mi2） - 住居数: 14,489軒 - 住居密度: 10軒/km2（27軒/mi2） 人種別人口構成 - 白人: 88.16% - アフリカン・アメリカン: 9.85% - ネイティブ・アメリカン: 0.14% - アジア人: 0.19% - 太平洋諸島系: 0.05% - その他の人種: 0.91% - 混血: 0.71% - ヒスパニック・ラテン系: 1.90% | 年齢別人口構成 - 18歳未満: 23.4% - 18-24歳: 8.4% - 25-44歳: 27.7% - 45-64歳: 25.4% - 65歳以上: 15.2% - 年齢の中央値: 39歳 - 性比（女性100人あたり男性の人口） - 総人口: 93.4 - 18歳以上: 89.9 世帯と家族（対世帯数） - 18歳未満の子供がいる: 31.0% - 結婚・同居している夫婦: 56.4% - 未婚・離婚・死別女性が世帯主: 11.1% - 非家族世帯: 28.7% - 単身世帯: 25.7% - 65歳以上の老人1人暮らし: 12.1% - 平均構成人数 - 世帯: 2.42人 - 家族: 2.89人 | 収入と家計 - 収入の中央値 - 世帯: 32,764米ドル - 家族: 40,533米ドル - 性別 - 男性: 32,963米ドル - 女性: 20,032米ドル - 人口1人あたり収入: 17,409米ドル - 貧困線以下 - 対人口: 13.3% - 対家族数: 10.1% - 18歳未満: 18.6% - 65歳以上: 15.1% |

## 都市と町

### 都市
- サウスフルトン
- ユニオンシティ - 郡庁所在地
- ウッドランドミルズ

### 町
| - ホーンブレイク - ケントン | - オビオン - ライブズ | - サムバーグ - トロイ |

## 政治
オビオン郡はテネシー州下院議員第77、および第76選挙区に属している。現在はそれぞれ共和党のビル・サンダーソンとアンディ・ホルトが代表である。上院は第24選挙区に属し、民主党のロイ・ヘロンが代表である。連邦議会ではアメリカ合衆国下院議員テネシー州第8選挙区に属しており、共和党のスティーブン・フィンチャーが代表である。

## 教育
郡内にの公共教育は2つの教育学区が管轄している。
- オビオン郡教育学区は、小学校5校、中高校1校、高校1校がある
- ユニオンシティ教育学区は、小学校、中学校、高校各1校がある

## メディア
郡内にはFM2局、AM1局のラジオ局が放送を流している。

## その他のサービス
オビオン郡は公共図書館を運営している。床面積3万平方フィート (2,800 m2) の建物に7万種以上の書籍、視聴覚教材が収められている。
郡内未編入領域の住民は、年75ドルを払えば、サウスフルトン市の消防活動の対象になる。